# Jean Marie Dieudonné Biet
Pour les articles homonymes, voir Biet.
Jean Marie Dieudonné Biet, dit aussi Léon Marie Dieudonné Biet,  est un architecte français, inspecteur général au Conseil général des bâtiments civils, né à Paris le 26 mai 1785, et mort dans la même ville le 30 avril 1857.

## Biographie
Jean Marie Biet a d'abord été élève de l'École polytechnique, promotion de 1802 (an XI).
Il décide ensuite d'étudier l'architecture. Il est l'élève de Charles Percier. Il est admis à l'École des beaux-arts le 1er octobre 1807. Il a obtenu une première médaille pour le projet remis en 1813, et médaille en esquisse en 1815. Il est logiste pour le concours de Rome le 21 mai 1815.
Il entre en 1820 au Conseil des bâtiments civils, comme attaché, membre. Il est nommé inspecteur général de ce conseil en 1837 après avoir rempli cette fonction à titre provisoire.
Il a installé à Paris, en 1823, rue Bayard sur les Champs-Élysées, la Maison de François Ier (hôtel de Chabouillé), qui est reparti à Moret-sur-Loing en 1955. Il a réalisé, en 1824, l'escalier de la bibliothèque Mazarine. Il est nommé architecte de l'Observatoire de Paris où il réalise des cabinets d'observations, en 1833-1834, et architecte de la bibliothèque Sainte-Geneviève.
En 1838, il est nommé inspecteur général du IVe arrondissement des bâtiments civils. Il est nommé inspecteur général des travaux dans les départements, en 1843.
Il est membre fondateur de la Société centrale des architectes français, en 1840.
En 1839, il fait un rapport très favorable sur la machine « omnitolle » inventée par Journet, maître charpentier à Paris, permettant d'améliorer le transport des terres piochées. 
Il intervient sur la basilique Saint-Denis, restaurée par l'architecte François Debret, à la suite des détériorations de la tour nord découvertes après une tornade. Dans un rapport du 4 février 1846, il propose de démonter la flèche, ce qui est ordonné par le Conseil des bâtiments civils.
Du 13 au 21 mai 1846, Biet est à Laon, dépêchait par le ministère des Travaux publics pour visiter la cathédrale de Laon dont un rapport alarmant sur la résistance des piliers soutenant les tours du portail rédigé en 1837 par l'architecte Henri Van Cléemputte et qui indique dans son dernier rapport « des avaries survenues à l’un des gros piliers portant les tours et qui vous avaient déjà été signalées en 1837, faisaient des progrès et appelaient une sérieuse attention ». Biet fait un certain nombre de propositions pour renforcer la résistance des piliers, en particulier de refaire une charpente plus légère en n'employant qu'un quart du bois car celle-ci s'est déversée vers le portail. Il conclut : « Cependant le devoir, si on ne veut pas la destruction pure et simple de l’édifice, est de tenter ce qui est humainement possible ». Le 5 novembre 1846, il remet un rapport au ministre de l'Intérieur pour donner son avis sur le mémoire de l'architecte Van Cleemputte.

## Publications
- Pierre-Charles Gourlier, Jean-Marie Dieudonné Biet, Edme Jean Louis Grillon et Thomas Louis Eugène Tardieu, Choix d'édifices publics projetés et construits en France depuis le commencement du XIXe siècle, vol. 1, 1825-1836, Paris, Louis Colas libraire-éditeur, 1838 (lire en ligne), vol. 2 1836-1844, 1846 (lire en ligne), 48/bpt6k86615r vol. 31845-1850, 1851 (lire en ligne)

## Distinctions
- Chevalier de la Légion d'honneur, en 1837.
- Officier de la Légion d'honneur, en 1852.